# Herzogliches Museum Gotha

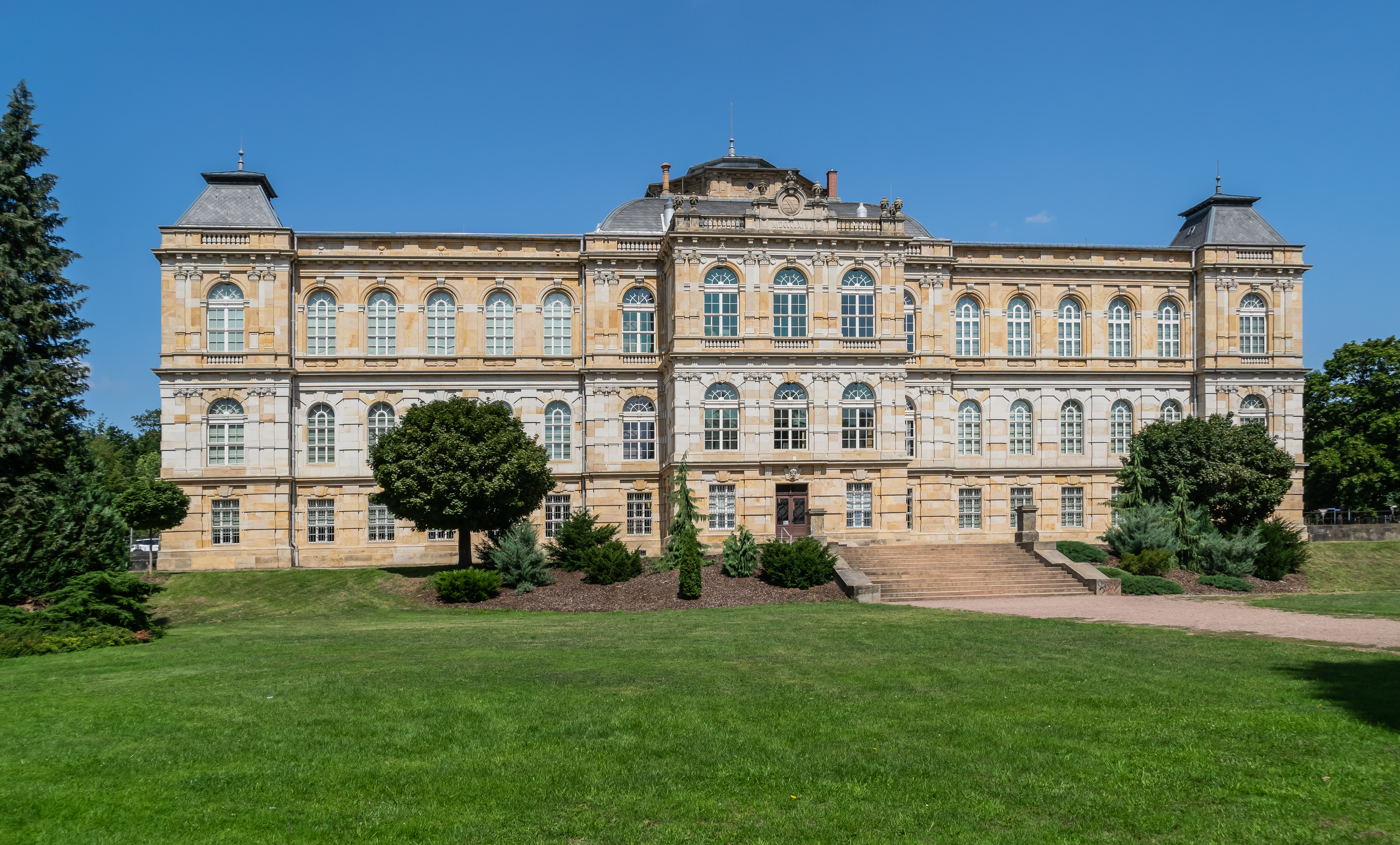
Das Herzogliche Museum nach der Wiedereröffnung 2013

Das am Schlosspark südlich gegenüber von Schloss Friedenstein gelegene Herzogliche Museum Gotha ist ein Museumsgebäude im Stil der Neorenaissance aus dem 19. Jahrhundert. Seit der Wiedereröffnung 2013 zeigt es die Kunstsammlung der Herzöge von Sachsen-Gotha mit ägyptischen und griechisch-römischen Antiken, Malerei der Renaissance, ostasiatischer Kunst aus China und Japan sowie Skulpturen aus verschiedenen Epochen. Ein Meisterwerk der Ausstellung ist das Gothaer Liebespaar, ein Gemälde von 1480.

## Geschichte

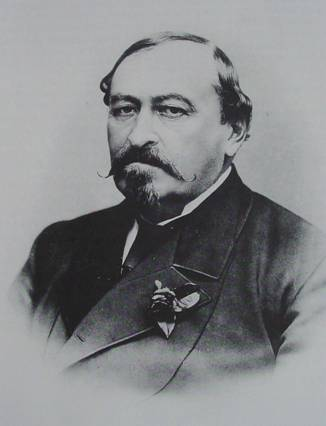
Herzog Ernst II., Bauherr des Herzoglichen Museums

### 19. Jahrhundert
Das beständige Anwachsen der Herzoglichen Sammlungen auf Schloss Friedenstein, die unter anderem eine Bibliothek, ein Münzkabinett, ein Naturalienkabinett, ein Kunstkabinett, eine Gemäldegalerie und eine Kupferstichsammlung umfassten, gab den Anlass für einen separaten repräsentativen Museumsneubau. 1863 beauftragte Herzog Ernst II. von Sachsen-Coburg und Gotha, mit der Zustimmung des Landtages des Herzogtums Sachsen-Gotha unter der Bedingung der Zugänglichkeit für die Öffentlichkeit bei freiem Eintritt an Sonntagen, den Neubau eines besonderen Museums. Es sollte nach dem Willen des Herzogs künftig alle Sammlungen bis auf die Bibliothek beinhalten. Anfangs wurde mit ca. 120.000 Talern Baukosten, aus dem Domänenvermögen finanziert, gerechnet.
1864 wurde der Wiener Architekt und Baurat Franz von Neumann der Ältere (1815–1888), der seit 1839 in herzoglichen Diensten stand, mit den Planungen betraut, das südlich des Schlosses Friedenstein auf dem Gelände des ehemaligen Herzoglichen Küchengartens errichtet werden sollte. Neumann ermittelte bei einer Bauzeit von vier Jahren für seine Planung eine Bausumme (ohne Inneneinrichtung) von 145.000 Talern. Im Juni 1864 begannen die Bauarbeiten.

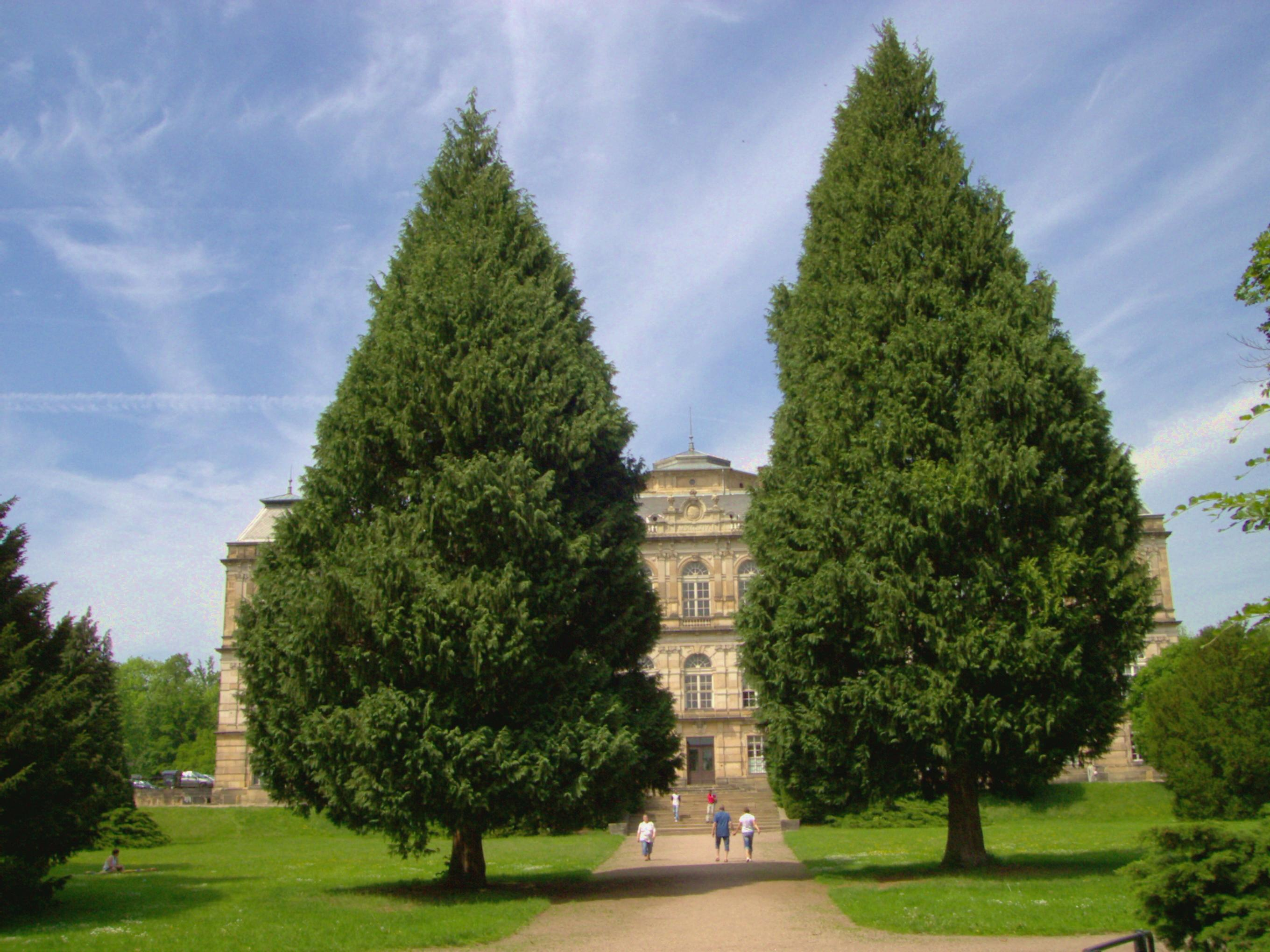
Der Tannengarten wurde ab 1869 als natürliche „Fortsetzung“ der naturkundlichen Sammlung des Museums angelegt

Noch während des Museumsbaus wurde 1869 südlich des Gebäudes mit der Anlage des sogenannten Tannengartens begonnen. Ausgehend von der breiten Freitreppe an der südlichen Terrasse des Museums legte der gothaische Oberhofgärtner Carl Theobald Eulefeld (1818–1877) einen breiten Promenadenweg an, der die Fläche des einstigen Küchengartens in zwei Hälften teilt und in den Südteil des Englischen Gartens mit dem Großen Parkteich führt. Hauptsächlich im Frühjahr 1872 wurden im Tannengarten rund 170 Nadelgehölze von über 40 verschiedenen Sorten aus aller Welt in Gruppen angepflanzt. Die dendrologische Sammlung des Gartens wurde dabei bewusst als natürliche „Fortsetzung“ der naturkundlichen Sammlung des Museums konzipiert und bis 1882 komplettiert.
1867 musste das unzureichende Baubudget, mit Einwilligung des Landtags, auf 200.000 Taler aufgestockt werden. 1870 zeichneten sich insbesondere zur Vollendung des Innenausbaus Baukosten von 400.000 Talern ab, was aufgrund der ungeklärten Restfinanzierung im November 1870 zur Einstellung der Bauarbeiten für vier Jahre führte. Nachdem sich der Architekt zu Einschränkungen bereit erklärte und der Herzog eine Übernahme von etwa 70 Prozent der fehlenden Mittel sowie der Landtag die restlichen 30 Prozent zusagten, kam es im Mai 1875 zu einer Wiederaufnahme der Bauarbeiten. Als sich Anfang 1878 eine erneute Überschreitung der Kalkulation für den Innenausbau zeigte, wurde dem Oberbaurat Franz von Neumann die Oberbauleitung entzogen und der Auftrag gekündigt. Am 17. April 1879, 15 Jahre nach Baubeginn, konnte das Haus schließlich eröffnet werden. Darin wurden das Kunstkabinett, das Chinesische Kabinett, das Naturalienkabinett, Kupferstichkabinett, die Gemäldegalerie und die Sammlung der Gipsabgüsse untergebracht.

### 20. Jahrhundert
Am Ende des Zweiten Weltkriegs erlitten die Sammlungen des Herzoglichen Museums durch Auslagerung, Plünderung und Entnahmen große Verluste. Die noch vorhandenen Teile der Kunstsammlungen wurden 1945 in die Sowjetunion abtransportiert und nach ihrer Rückgabe 1956 im Schloss Friedenstein untergebracht. Die naturwissenschaftlichen Sammlungen verblieben im Museumsgebäude und wurden um den Bestand des Naturkundlichen Heimatmuseums erweitert. Nach dem Umbau des Gebäudes wurde am 1. August 1954 im ehemals Herzoglichen Museum das Biologische Zentralmuseum eröffnet. Das zu dieser Zeit größte Naturmuseum Thüringens erhielt den Namen Naturkundemuseum, ab 1971 war es das Museum der Natur Gotha.

### 21. Jahrhundert

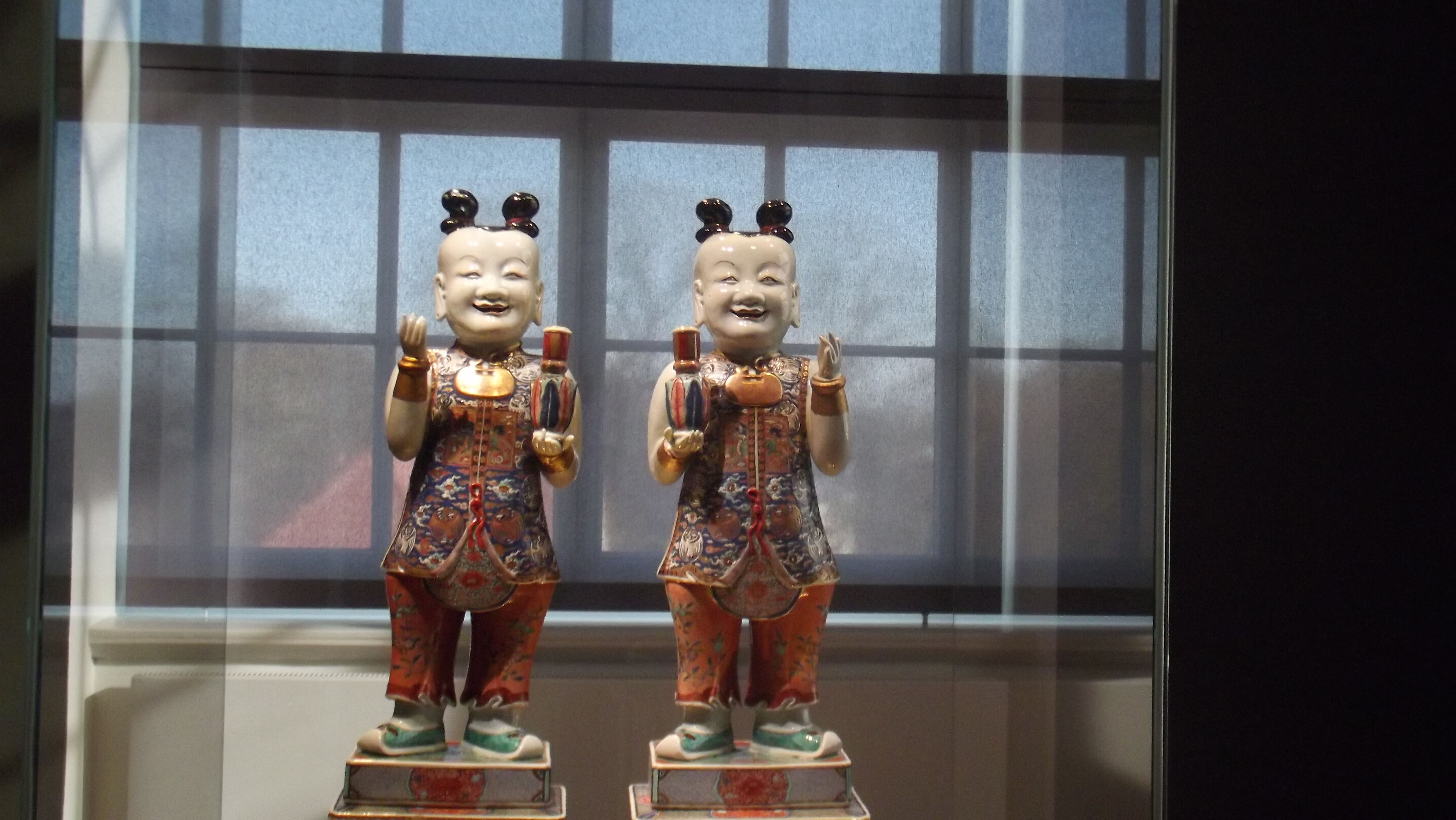
Ausstellungsstück, asiatisches Porzellan

Im Zuge einer Neukonzeption der Gothaer Museumslandschaft wurde das Haus im Jahre 2010 geschlossen und die Bestände der naturkundlichen Sammlungen bis Ende 2011 schrittweise in das Schloss Friedenstein verlagert. Nach einer grundlegenden Sanierung für neun Millionen Euro wurde das Herzogliche Museum mit 3000 Quadratmetern Ausstellungsfläche am 19. Oktober 2013 wiedereröffnet. Zu den bemerkenswerten Schätzen zählen unter anderem eine Ägyptische Sammlung, die als eine der frühesten auf dem Kontinent gilt, zahlreiche Antiken, Porzellan aus Meißen und Asien, japanische Lackobjekte, Plastiken von der Gotik bis zum Klassizismus, darunter eine beachtliche Houdon-Sammlung, niederländische und altdeutsche Gemälde wie das „Gothaer Liebespaar“ und zahlreiche Werke Lucas Cranachs, außerdem Gemälde von Rubens bis Caspar David Friedrich. Zusätzlich ist ein Raum für Wechselausstellungen des bedeutenden Kupferstichkabinetts vorgesehen und eine Sonderausstellungsfläche für große Ausstellungen der Stiftungsmuseen.

### Direktoren
- Carl Aldenhoven (1879–1890)
- Karl Purgold (1890–1934)
- Eberhard Schenk zu Schweinsberg (1934–1946)
- Bruno Voigt (1946–1954)
- Michel Hebecker (1986–1992)
- Rudolf Funk (1992)
- Klaus Roewer (1995–1997)
- Elisabeth Dobritzsch und Ulrich Mahlau (1997–1998)
- Klaus Roewer (1998–1999)
- Rainer Samietz und Ulrich Mahlau (1999–2001)
- Katharina Bechler (2004–2006)
- Ulrich Mahlau (2006–2007)
- Martin Eberle (2007–2018)
- Tobias Pfeifer-Helke (2019-)

## Ausstellung
Die Ausstellung zeigt im Souterrain antike und ägyptische Kunst sowie italienische Korkmodelle antiker Bauten aus dem 18. Jahrhundert. Im Erdgeschoss befinden sich der Skulpturensaal sowie ein weiterer Saal für Wechselausstellungen. Im Obergeschoss sind Gemälde ausgestellt, wobei der Schwerpunkt auf Werken niederländischer Meister (Renaissance) sowie Lucas Cranach d. Ä. liegt. Außerdem befinden sich dort die Sammlungen ostasiatischer Kunst, die chinesisches Porzellan, japanische Lackarbeiten und anderes umfassen.

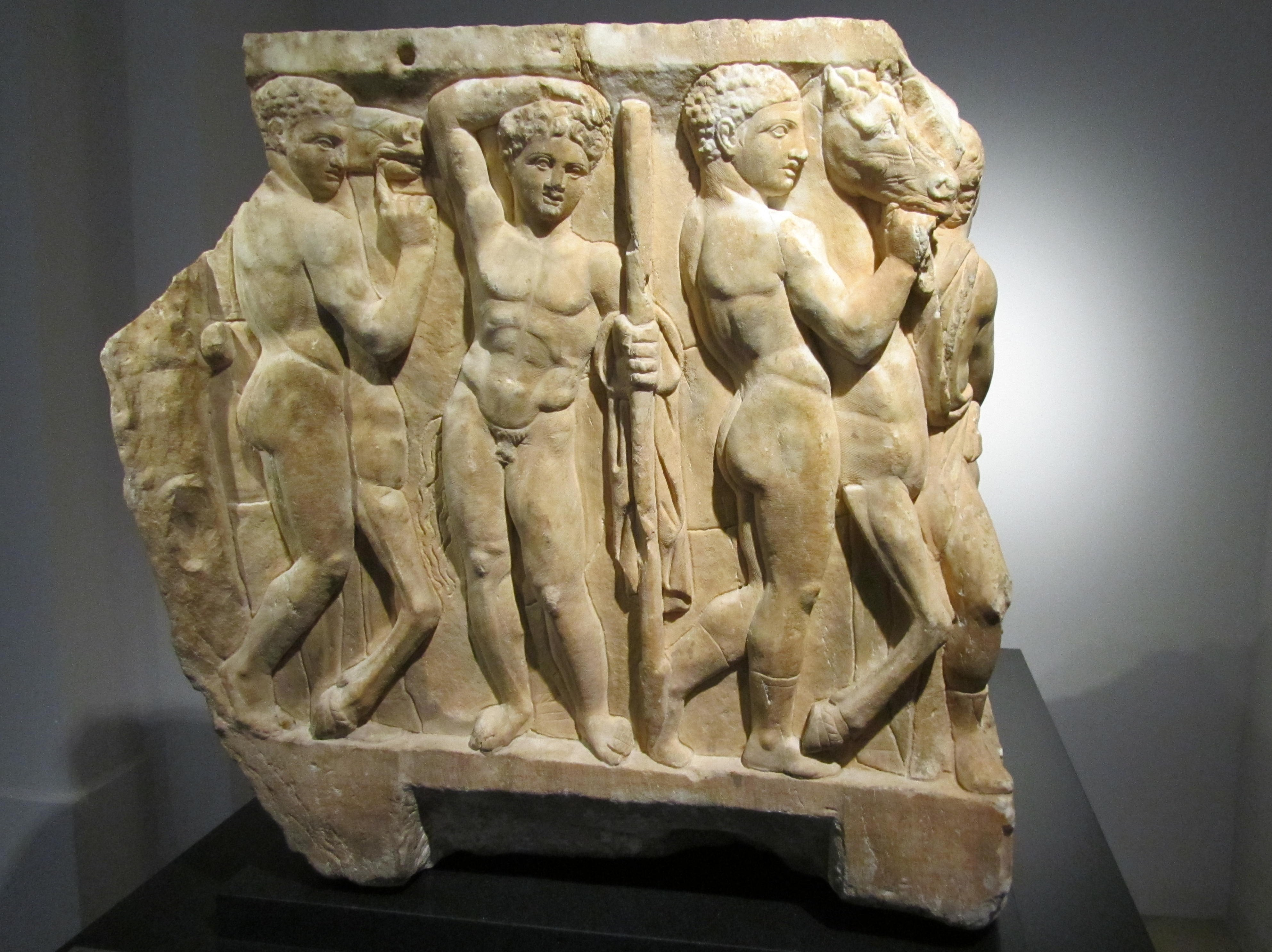
Fragment eines attischen Sarkophags, 3. Jh. n. Chr.
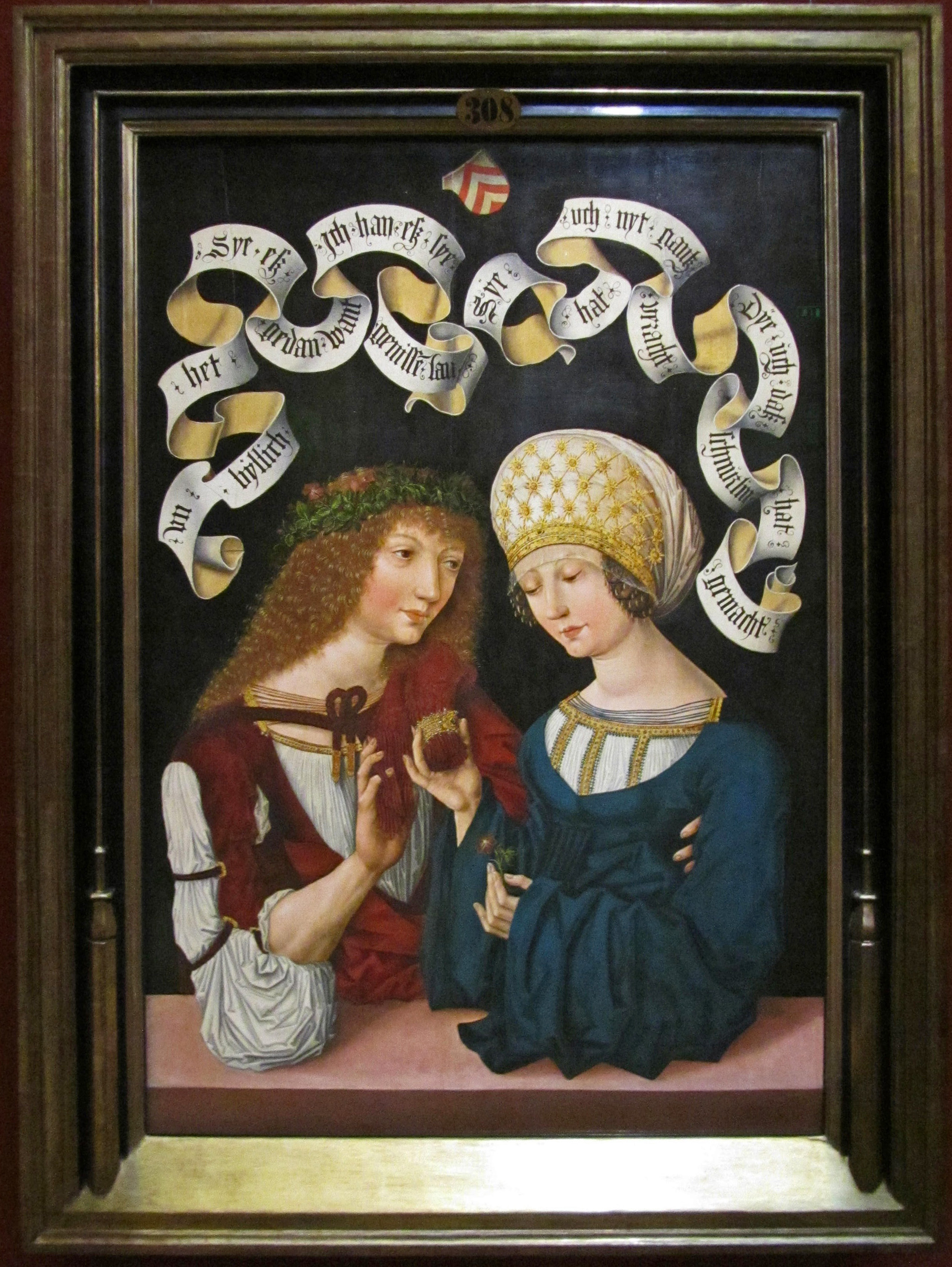
Gothaer Liebespaar, 1480
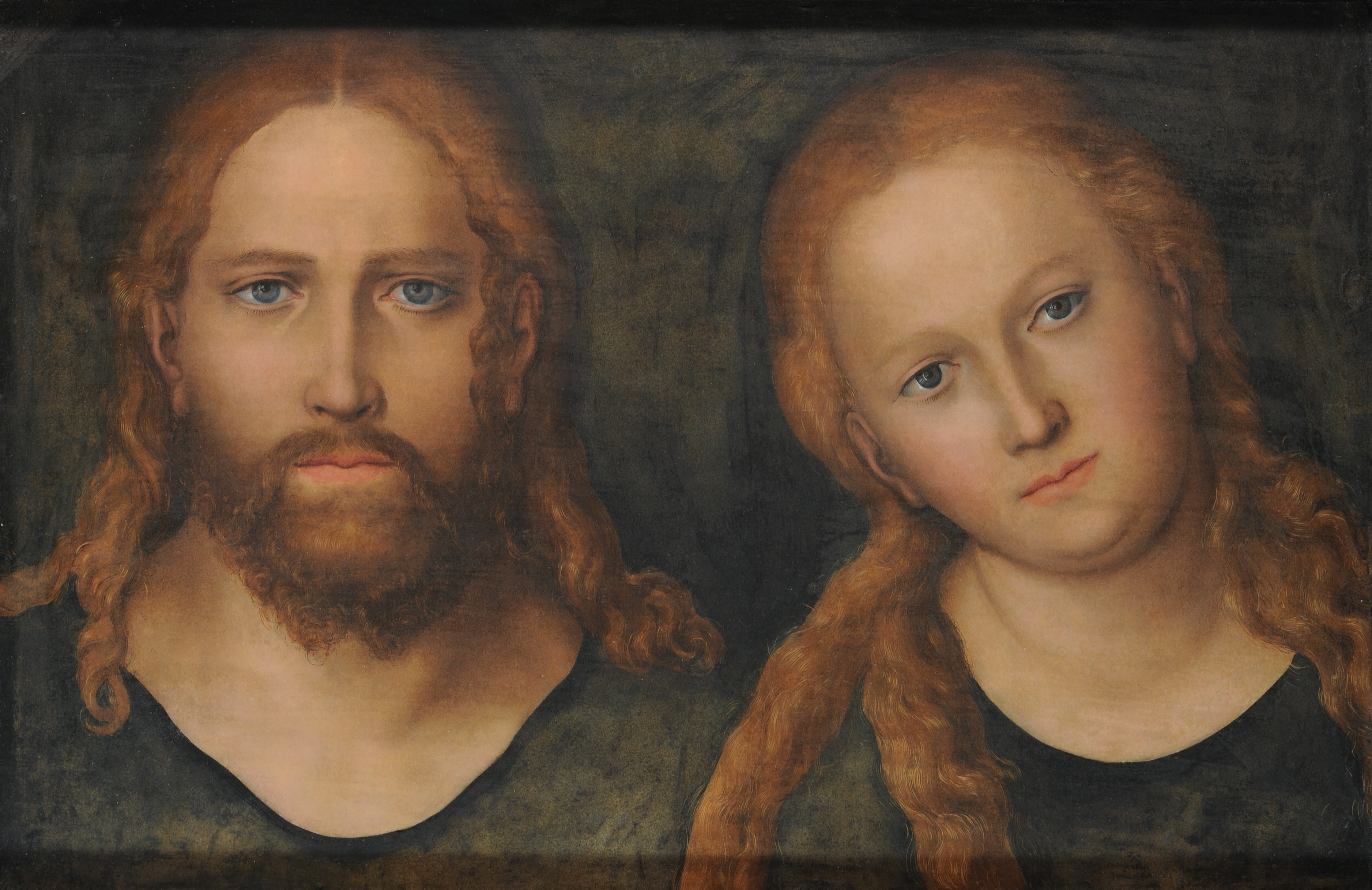
Christus und Maria Magdalena, Lucas Cranach d.Ä., 1516–20
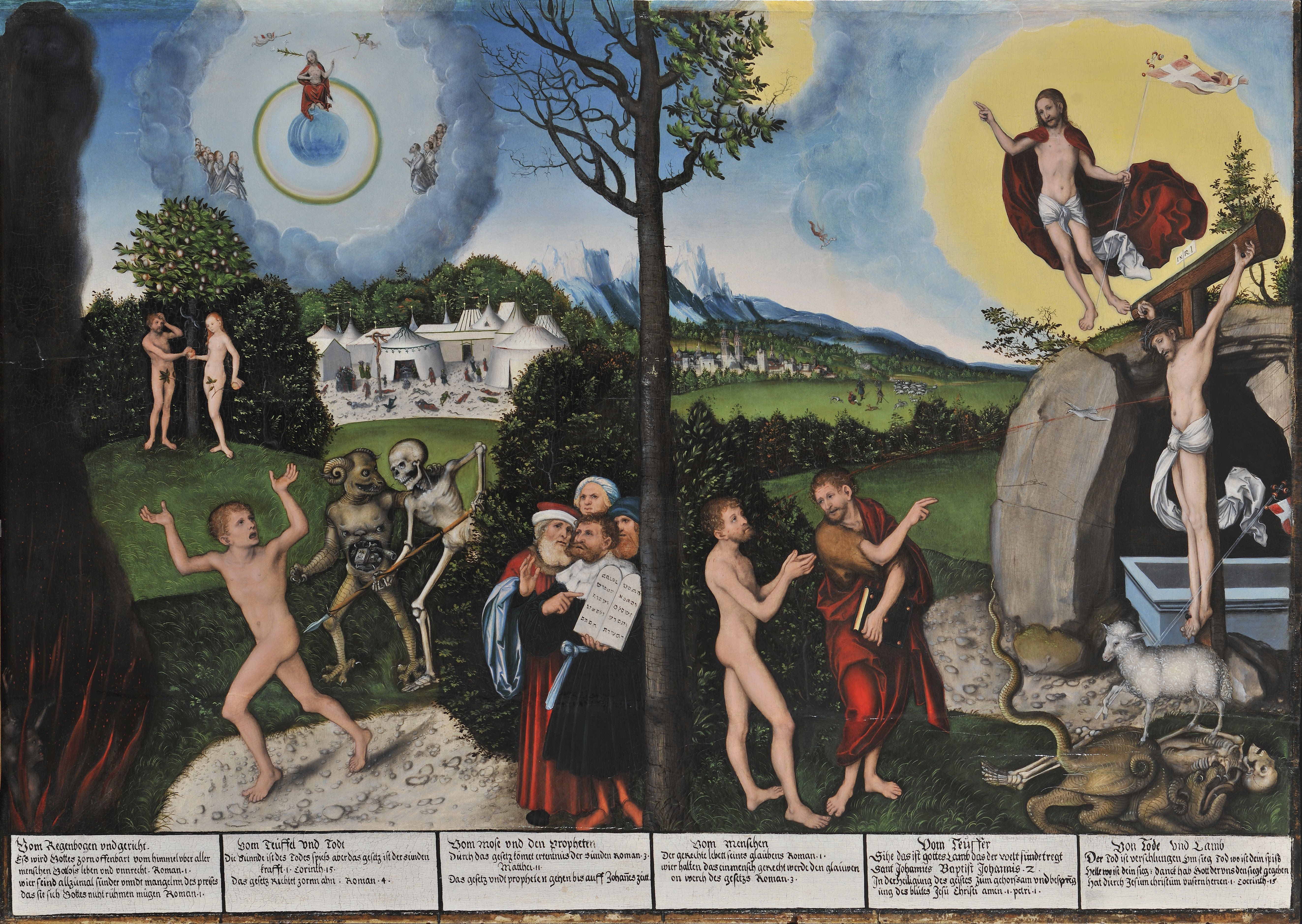
Verdammnis und Erlösung, Lucas Cranach d.Ä., 1529
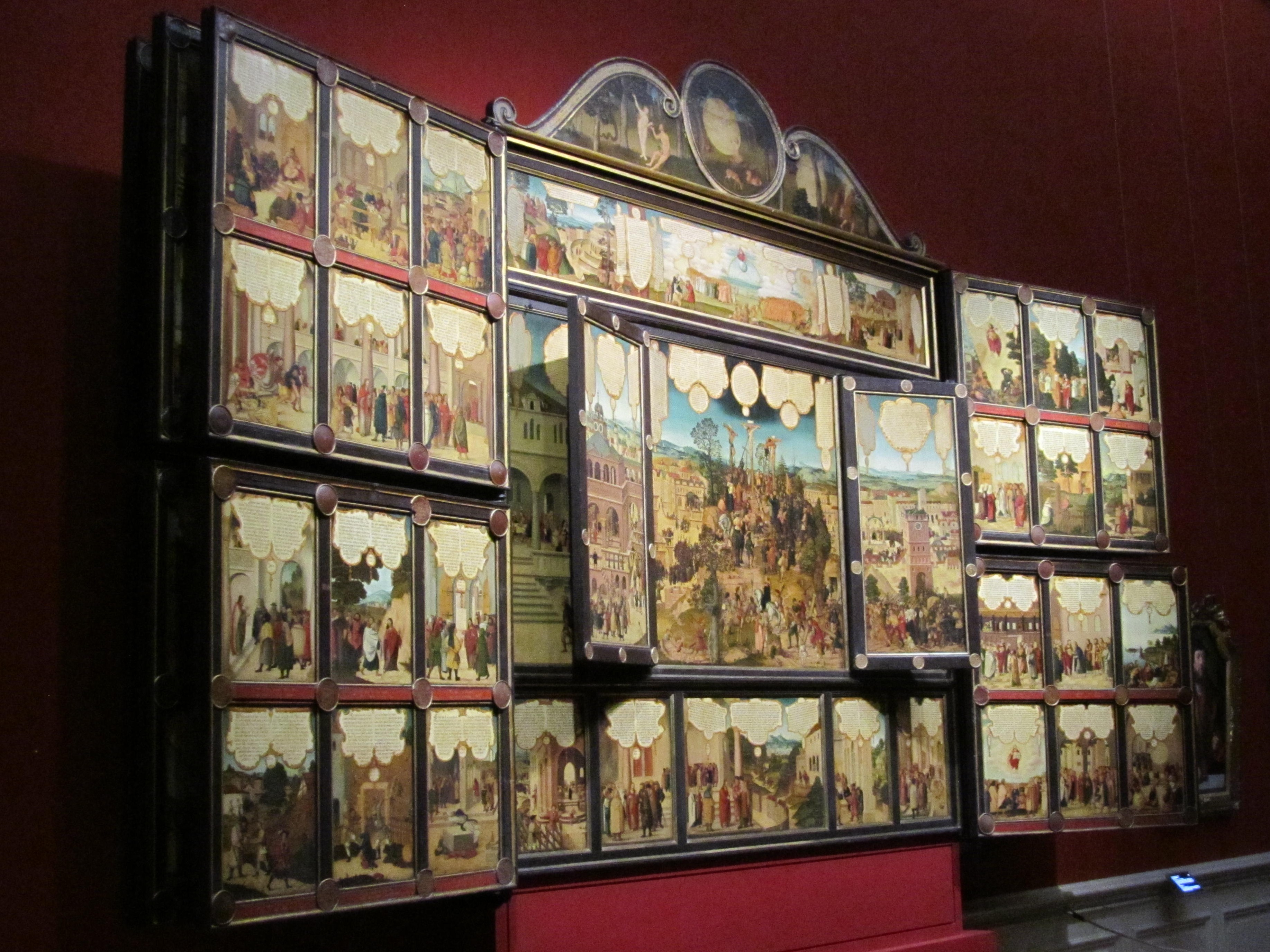
Gothaer Tafelaltar, 1540
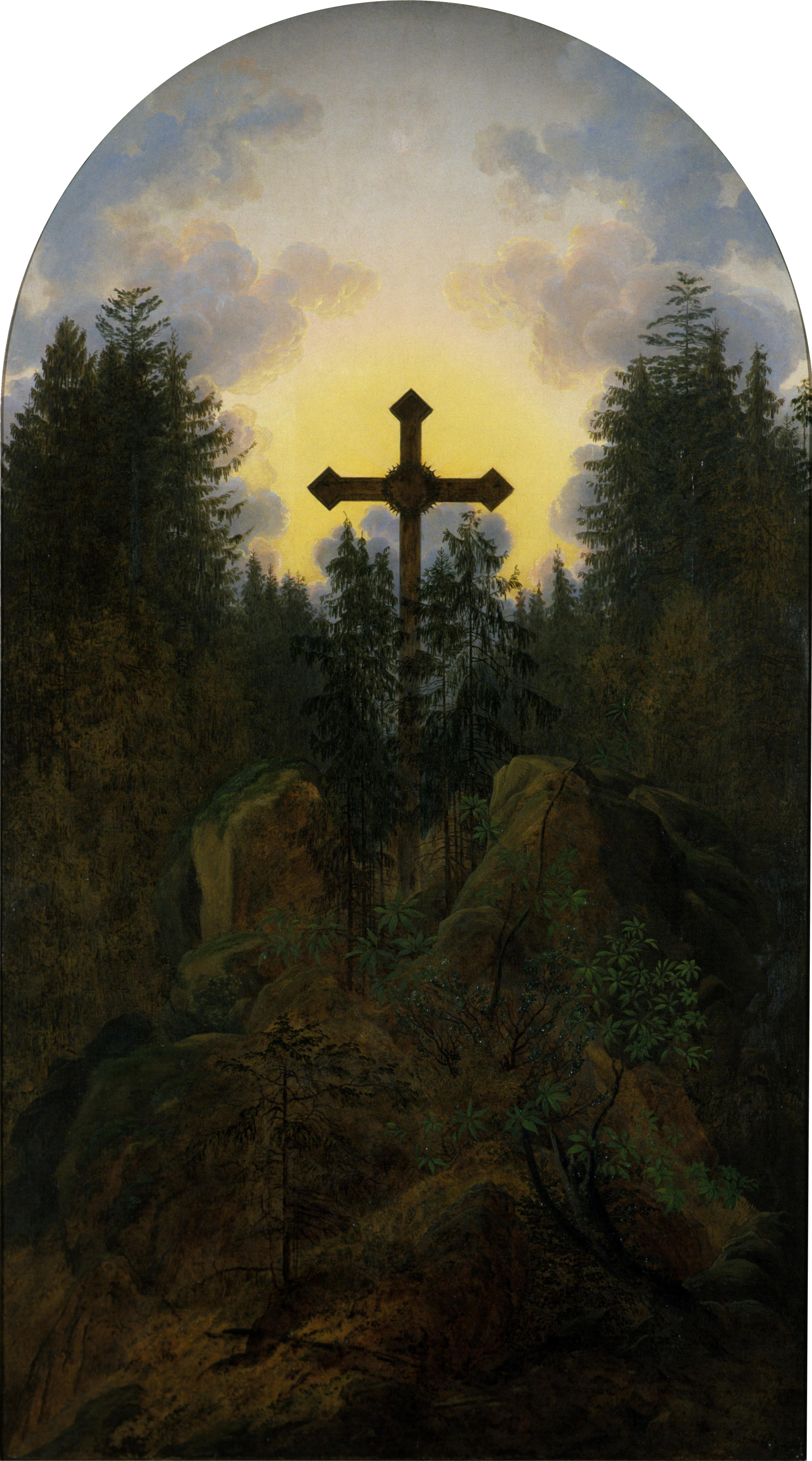
Kreuz im Gebirge, Caspar David Friedrich, 1823
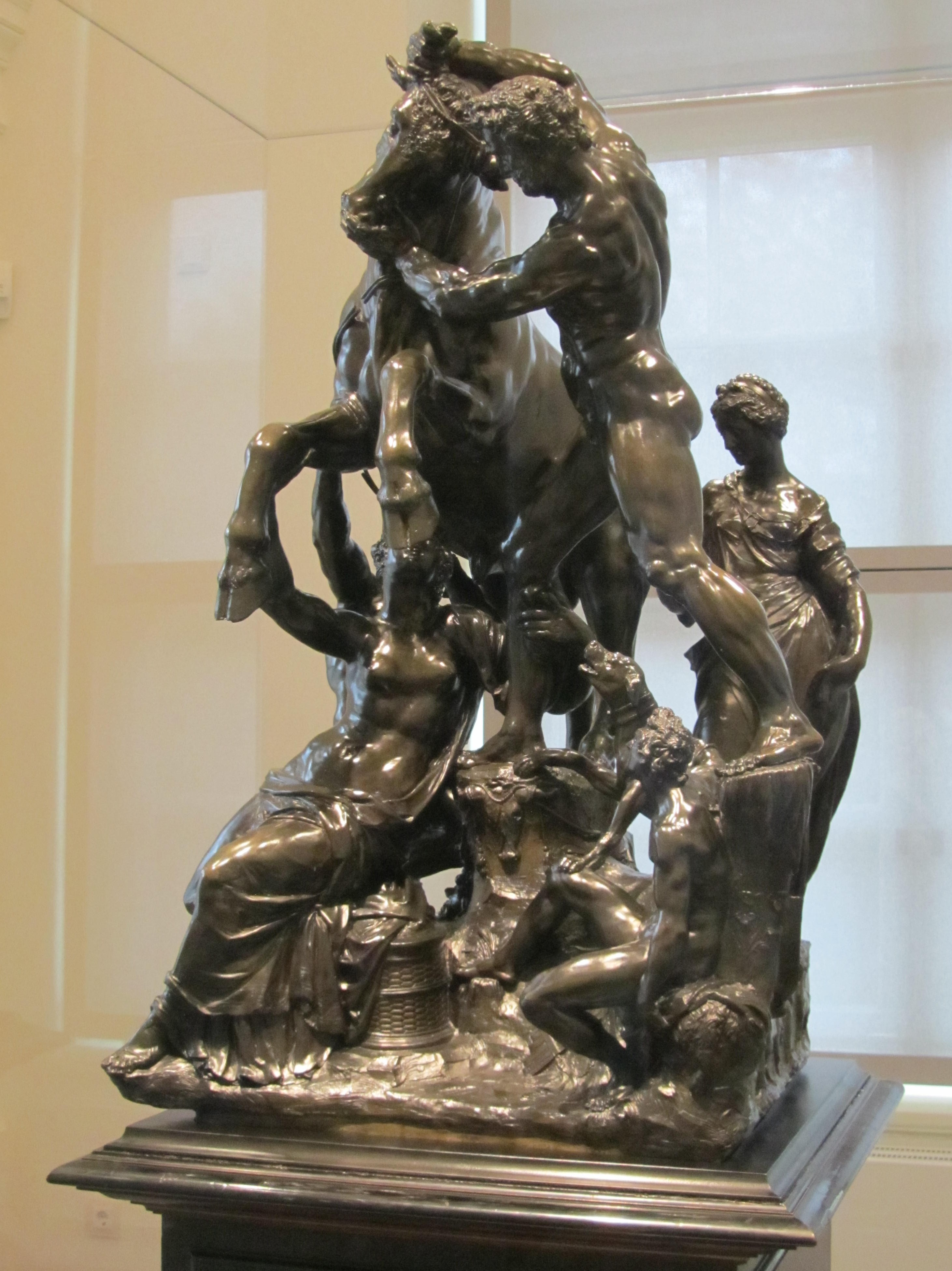
Farnesischer Stier, 1614
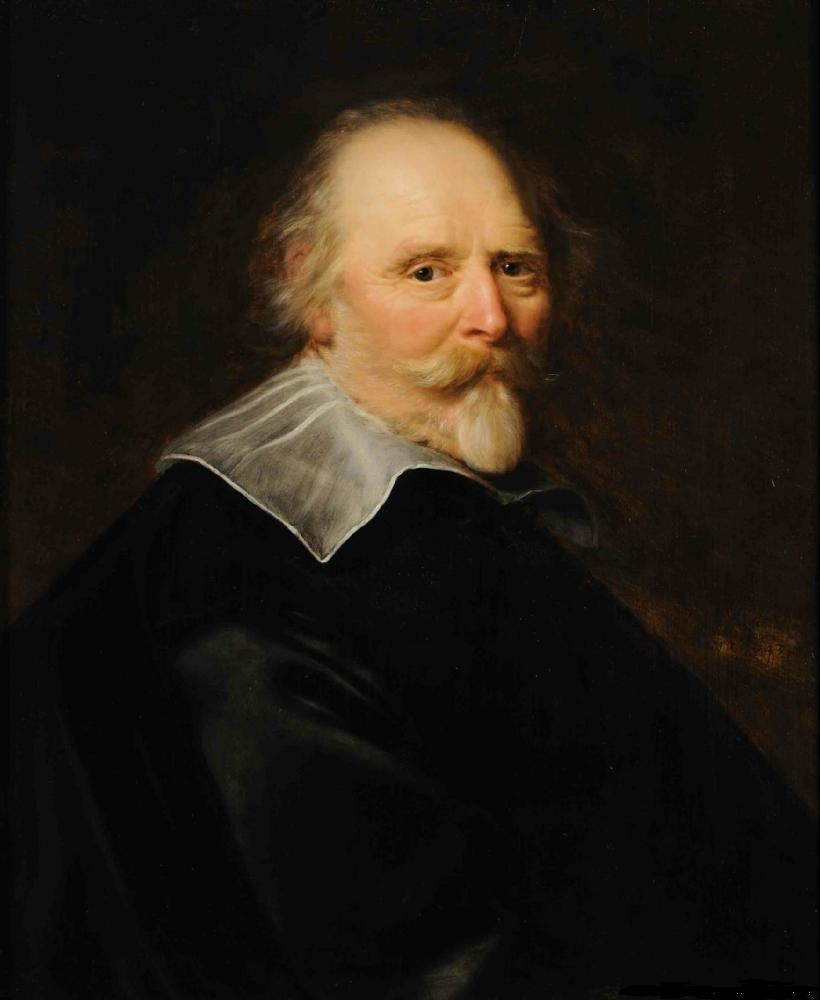
Porträt eines unbekannten Mannes, Abraham de Vries, 1643
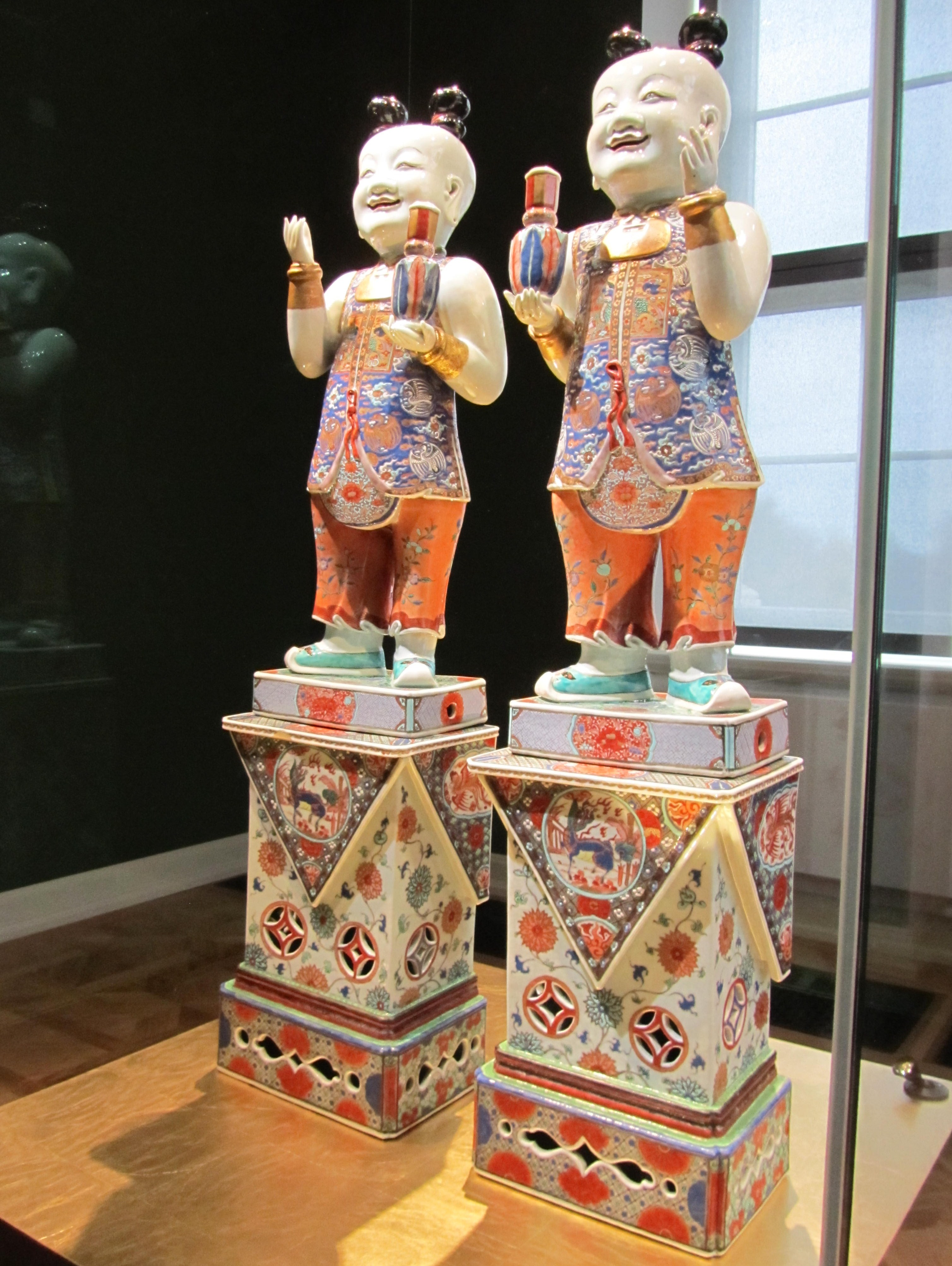
Genien der Eintracht und Harmonie, China, um 1700
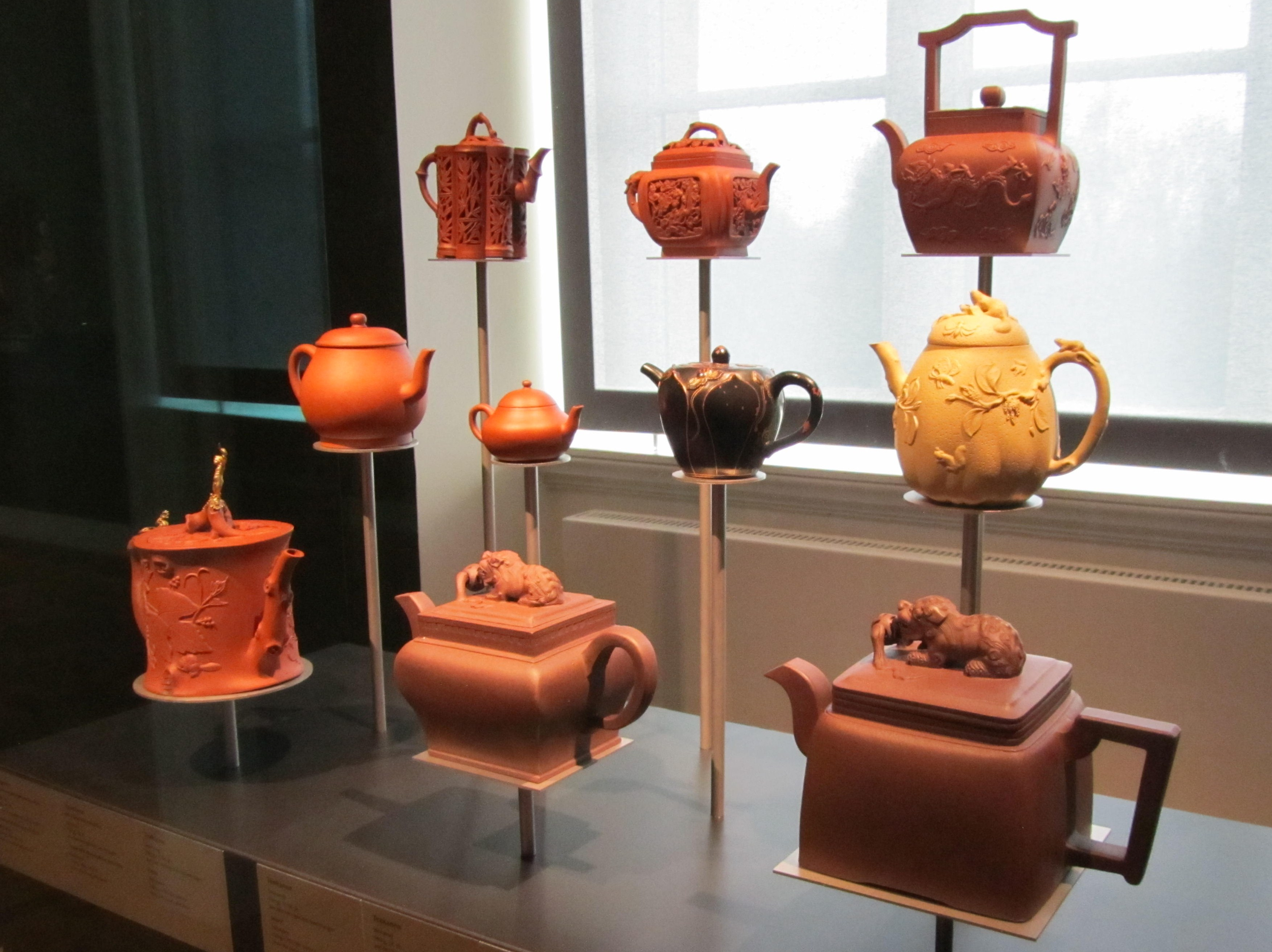
Teekannen aus Yixing, 18. Jh.
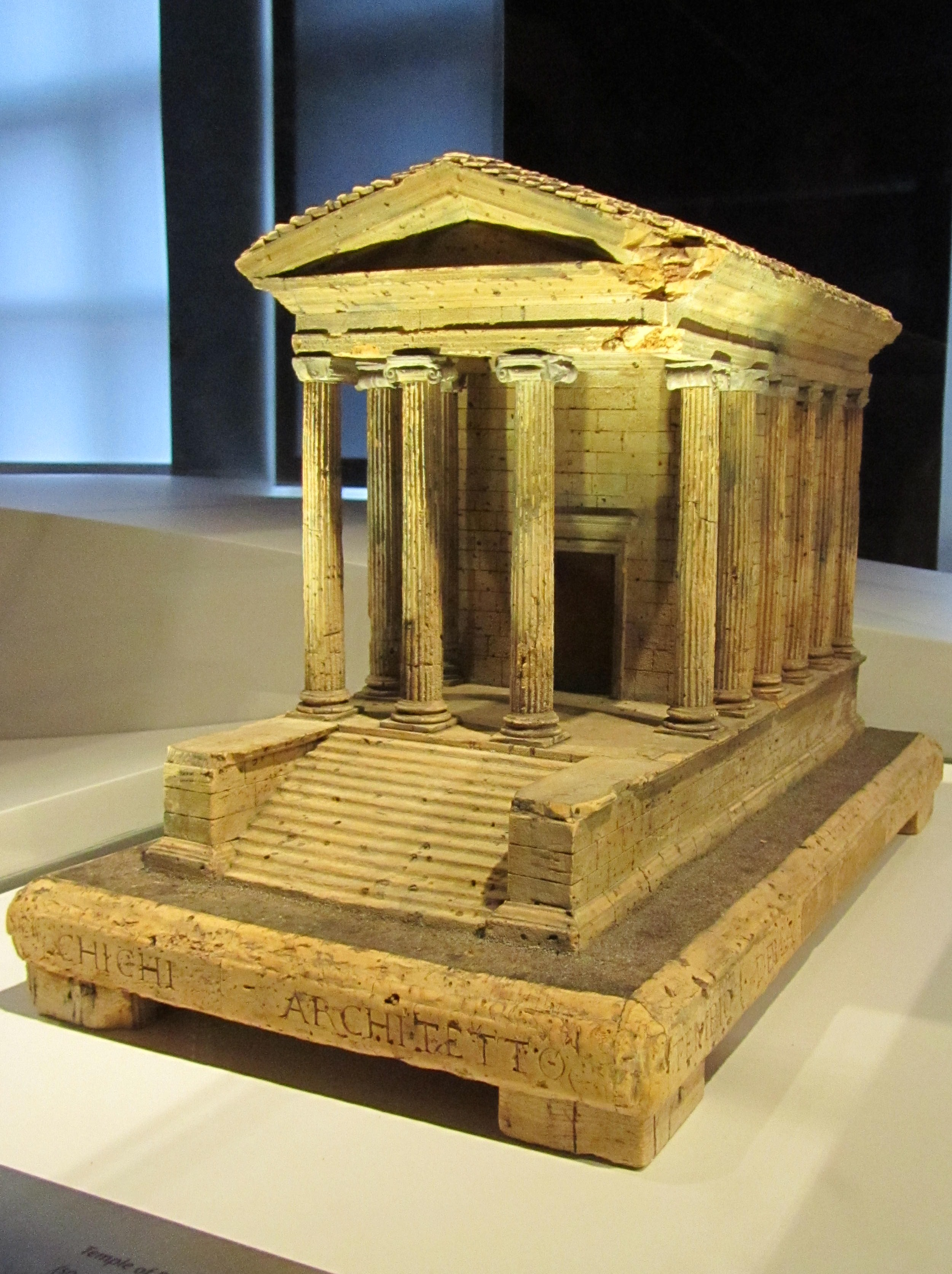
Tempel des Portunus, Korkmodell, 18. Jh.
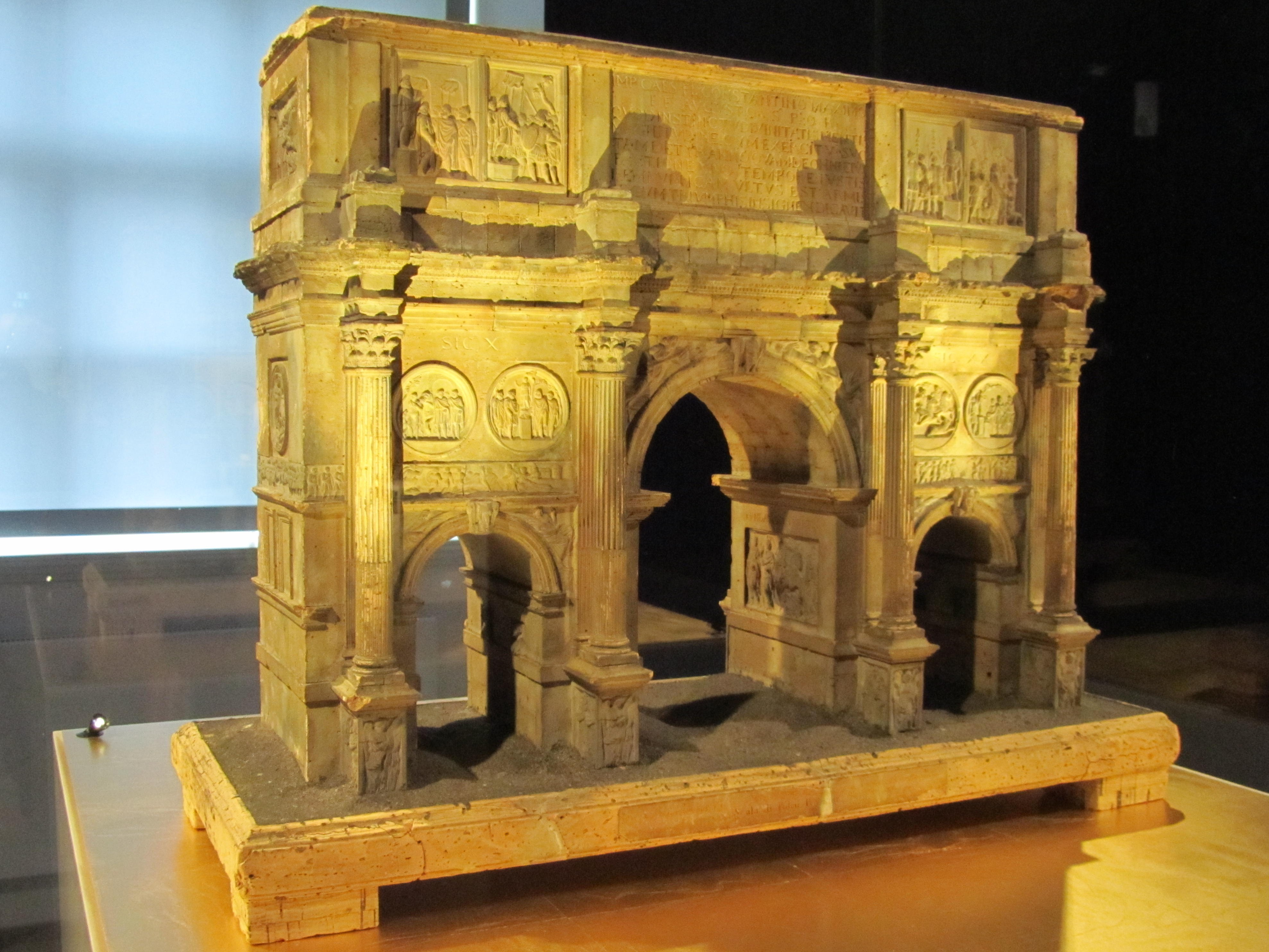
Konstantinbogen, Korkmodell, 18. Jh.

## Architektur

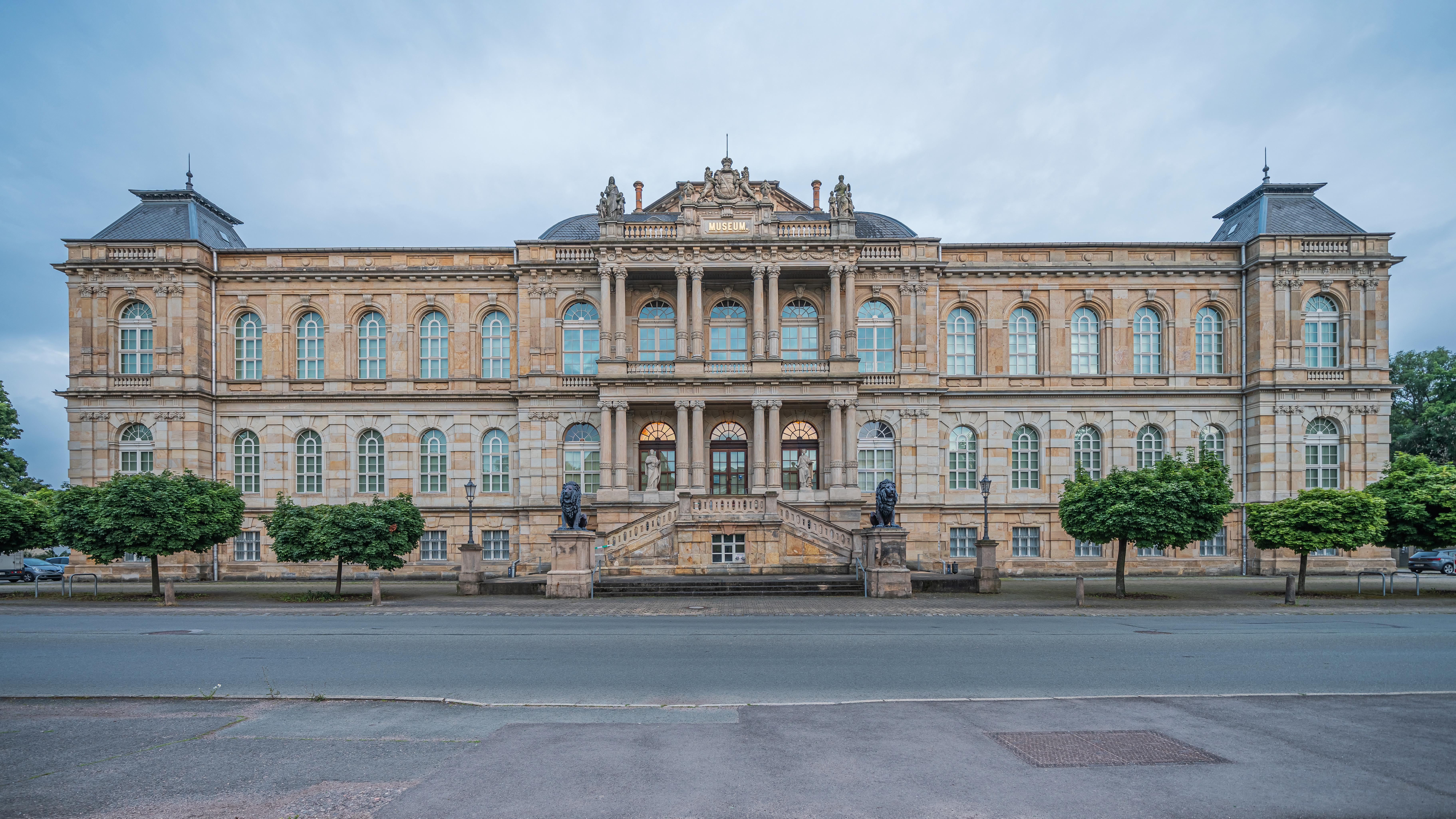
Straßenfassade des Herzoglichen Museums Gotha

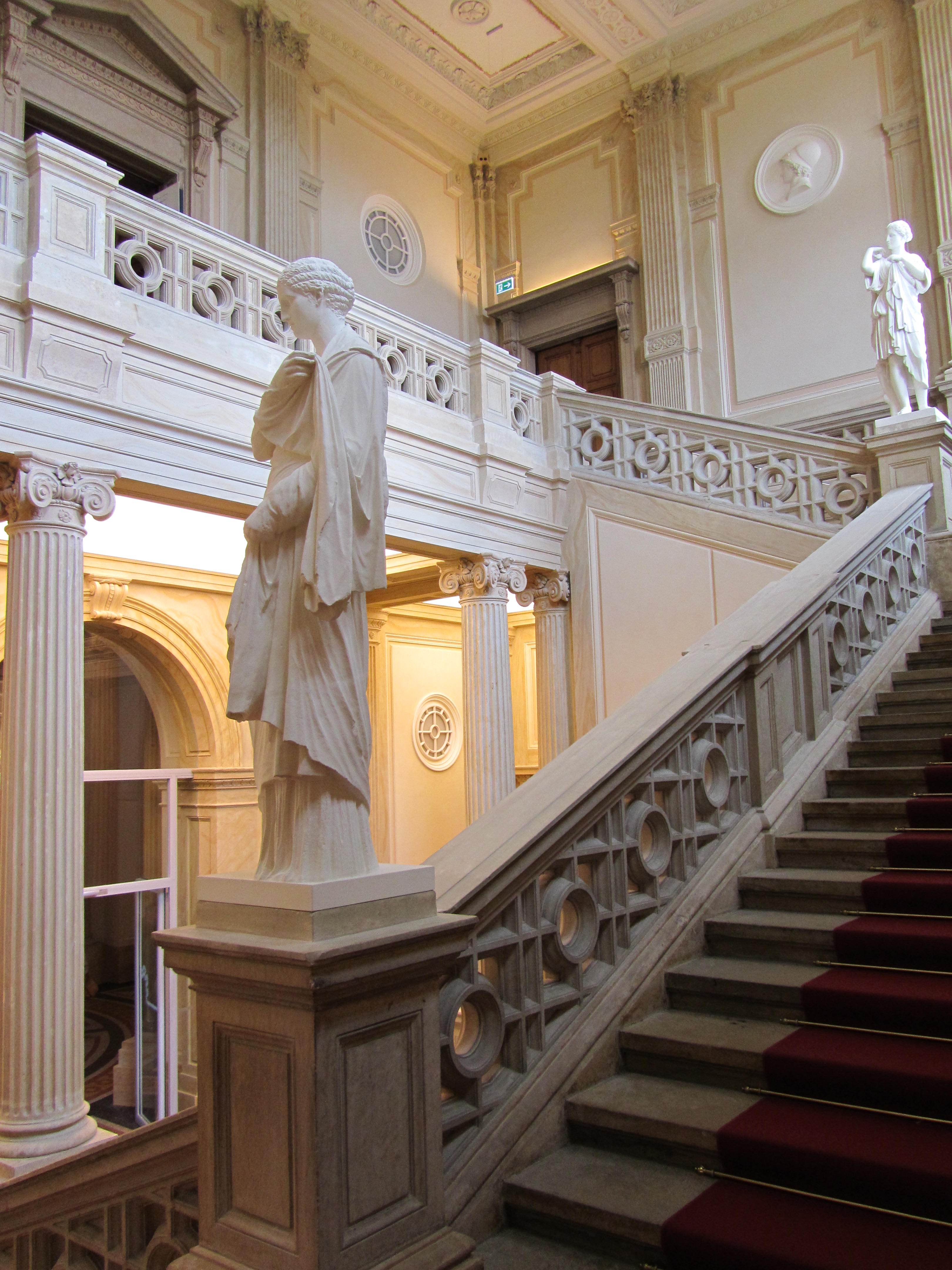
Blick ins Treppenhaus

Franz von Neumann orientierte sich in seinen Plänen an bestehenden Museumsneubauten aus der ersten Hälfte des 19. Jahrhunderts, verwirklichte aber gleichzeitig auch eigene Ideen, die wiederum für spätere Bauten wegweisend wurden. Für die Gestaltung der Fassade, war sicherlich Versailles die wichtigste Inspiration. Das Mauerwerk besteht zum größten Teil aus Seeberger Sandstein, teilweise kamen auch Steine aus Pirna in Sachsen zum Einbau.
Durch eine Glaskuppel auf der Mitte des Gebäudes, den repräsentativen Haupteingang und durch die pavillonartige Gestaltung der Ecken wird der mittlere Teil besonders betont. Zwei von Bildhauer Franz Melnitzky modellierte sitzende Löwen an der Freitreppe und zwei allegorische Sandstein-Statuen im Eingangsportal empfangen den Besucher. Auf den Ecken der Attika befinden sich Figurengruppen, die Kunst und Wissenschaft symbolisieren.
Im Inneren führt der Weg zu den Sälen und Kabinetten durch ein prächtiges sehr klar strukturiertes Vestibül. Italienischer Marmor und ein mehrfarbiges Steinmosaik bestimmen das Gesamtbild des Raumes. Im Souterrain gibt es eine Reihe kleinteiliger Kabinette, darüber im Erdgeschoss befinden sich zwei großzügige, von Licht durchflutete Säulenhallen und im Obergeschoss Oberlichtsäle, die wiederum von Kabinetten umgeben sind. Die gläserne Kuppel ist über einem zentralen Oktogon errichtet, in dessen Mitte eine lebensgroße Bronzeskulptur Ernsts II. in der Kleidung eines Ritters vom Hosenbandorden steht, die vom Bildhauer Christian Behrens 1882 gestaltet wurde.

## Sonstiges
Das Gebäude befindet sich in städtischem Besitz, das Museum wird von der seit 2004 bestehenden Stiftung Schloss Friedenstein Gotha betreut. Der Museumsdirektor Tobias Pfeifer-Helke ist zugleich der Stiftungsdirektor.